# Nepál hívójelkörzetei
Nepál jelenleg (2024) nincs felosztva hívójelkörzetekre.
Nepál számára az ITU az 9N hívójelprefixet határozta meg.
| Prefix | Körzet | Hely/jelleg | ITU zóna | CQ zóna | 1 szintű QTH lokátor |
| ------ | ------ | ----------- | -------- | ------- | -------------------- |
| 9N     | [0..9] | Nepál       | 42       | 22      | NL, NM               |

## Lajstromjel
Vízi és légi járművek lajstromjelezéséhez a 9N prefixet használják.